# Dexerra
Dexerra is een geslacht van rechtvleugeligen uit de familie sabelsprinkhanen (Tettigoniidae). De wetenschappelijke naam van dit geslacht is voor het eerst geldig gepubliceerd in 1869 door Walker.

## Soorten
Het geslacht Dexerra omvat de volgende soorten:
- Dexerra acanthiterga Rentz, 1985
- Dexerra angularis Rentz, 1985
- Dexerra robusta Rentz, 1985
- Dexerra serrata Rentz, 1985
- Dexerra turpis Walker, 1869
- Dexerra vigescens Rentz, 1985